# Domenico Lama
Domenico Lama (Florence, 21 septembre 1823 - Florence, 26 octobre 1890) est un patriote italien qui, exilé à Londres en raison de ses opinions politiques, exerça la profession de photographe.
À Londres, son atelier se trouvait dans Regents Park, Osnaburgh Street, 7.